# Pantheon di Mtatsminda
Il Pantheon di Mtatsminda per scrittori e personaggi pubblici (in georgiano: mtats'mindis mts'eralta da sazogado moghvats'eta p'anteoni) è un cimitero situato a Tbilisi, in Georgia. Ospita le spoglie di alcuni tra i più importanti scrittori, poeti, artisti, intellettuali ed eroi nazionali della storia e della cultura georgiana. È stato aperto nel 1929. 

## Pantheon dopo l'indipendenza della Georgia nel 1991
Durante il periodo Saakashvili (2004-2012), sono stati apportati diversi cambiamenti, tra cui il trasferimento dei resti di Zviad Gamsakhurdia dal Caucaso settentrionale al Pantheon di Mtatsminda, nonché l'erezione di una lapide per alcuni degli scrittori che sono stati uccisi durante le purghe del 1937.
Nel 2009, il municipio di Tbilisi ha annunciato che il vecchio Pantheon di Mtatsminda non aveva più spazio e che erano in corso delle consultazioni con il Catholicos Patriarca di tutta la Georgia per crearne uno nuovo. Tuttavia, dopo la chiusura ufficiale del vecchio sito, ci sono state delle eccezioni: Mukhran Machavariani vi è stato sepolto nel 2010 e Chabua Amirejibi vi è stato sepolto nel 2013.